# 주지 (서진)
주지(周旨, ? ~ ?)는 중국 서진의 무장이다.

## 생애
280년, 진의 오 정벌에 두예(杜預)의 부장으로 참전했다. 두예의 명령으로 오나라 군사들의 사기를 꺾기 위해 아문장군 관정(管定), 오소(伍巢) 등과 함께 군사 8백을 이끌고 밤중에 강을 건너 악향을 습격하여, 많은 기치를 세우고 파산에 불을 질러 대군이 온 것처럼 위장했다. 이를 본 오나라의 악향독 손흠(孫歆)은 놀라고 두려워했다. 오소와 함께 악향성 근처에 매복하고 있다가 왕준에게 패하고 도망치는 손흠의 군대를 몰래 따라 성으로 들어가, 진중에서 손흠을 사로잡았다.

## 삼국지연의의 묘사
두예의 부장으로 출진하여, 수군 8백을 이끌고 파산에 매복하고 있다가 두예에게 패하고 도망치려는 손흠을 단칼에 베었다. 장제(張悌), 심영(沈瑩), 제갈정(諸葛靚)의 군과도 싸워 심영을 베는 등 진군의 승리에 공헌했다.